# Snowbored
Snowbored är det svenska punkbandet Sobers andra EP, utgiven på Birdnest Records 1995. Låtarna "Snowbored" och "I'm Gone" kom senare att ingå på bandets andra studioalbum Yeah Yeah Yeah (1996).

## Låtlista
Där inte annat anges är låtarna skrivna av Jimmie Olsson.
1. "Snowbored"
2. "Sarah" (text: Jimmie Olsson, musik: Jimmy Olsson, Per Granberg)
3. "Used"
4. "I'm Gone"
5. "Swamp" (text: Jimmie Olsson, musik: Jimmie Olsson, Andreas Nordkvist)

## Personal
- Janne Danielsson - foto
- Björn Engelmann - mastering
- Per Granberg - producent, ljudtekniker, omslagsformgivning, trumpet, gitarr
- Ingemar Jansson - bakgrundssång
- Andreas Nordkvist - bas
- Jimmie Olsson - sång, gitarr
- Teijo Pulkkinen - congas
- Ricky Stahre - trummor
- Pelle Saether - ljudtekniker, mixning

### Fotnoter
1. 1 2  ”Snowbored”. Discogs.com. http://www.discogs.com/Sober-Snowbored/release/1956484. Läst 31 mars 2012.
2. ↑  ”Yeah Yeah Yeah”. Discogs.com. http://www.discogs.com/Sober-Yeah-Yeah-Yeah/release/2882843. Läst 31 mars 2012.